# Локачинська селищна рада
Ло́качинська се́лищна ра́да — адміністративно-територіальна одиниця та орган місцевого самоврядування в Володимирському районі Волинської області. Адміністративний центр — селище міського типу Локачі.

## Загальні відомості
Локачинська селищна рада утворена в 1946 році.
- Територія ради: 6,838 км²
- Населення ради: 3 920 осіб (станом на 1 січня 2013 року)
- Територією ради протікає річка Луга-Свинорийка

## Населені пункти
Селищній раді підпорядковані населені пункти:
- смт Локачі

## Склад ради
Рада складається з 20 депутатів та голови.
- Голова ради: Іус Богдан Євгенович
- Секретар ради: Познякевич Леся Євгеніївна

### Керівний склад попередніх скликань
| Прізвище, ім'я, по батькові | Основні відомості                                                                   | Дата обрання | Дата звільнення |
| --------------------------- | ----------------------------------------------------------------------------------- | ------------ | --------------- |
| Іус Богдан Євгенович        | Селищний голова, 1968 року народження, освіта вища, член Партії «Реформи і порядок» | 26.03.2006   | 31.10.2010      |
| Іус Богдан Євгенович        | Селищний голова, 1968 року народження, освіта вища, член Партії «Реформи і порядок» | 31.10.2010   |                 |

Примітка: таблиця складена за даними сайту Верховної Ради України

### Депутати
За результатами місцевих виборів 2010 року депутатами ради стали:

#### За суб'єктами висування
| Суб'єкт висування                                   | Кількість обраних депутатів | %  |
| --------------------------------------------------- | --------------------------- | -- |
| Самовисування                                       | 19                          | 95 |
| Політична партія Всеукраїнське об'єднання «Свобода» | 1                           | 5  |

#### За округами
| № округу                                            | Прізвище, ім'я, по батькові    | Дата визнання обраним | Освіта             | Партійна приналежність                        | Відомості про обраного депутата                                                      |
| --------------------------------------------------- | ------------------------------ | --------------------- | ------------------ | --------------------------------------------- | ------------------------------------------------------------------------------------ |
| Політична партія Всеукраїнське об'єднання «Свобода» |                                |                       |                    |                                               |                                                                                      |
| 17                                                  | Сорочук Василь Васильович      | 02.11.2010            | середня            | член Всеукраїнського об'єднання «Свобода»     | приватний підприємець                                                                |
| Самовисування                                       |                                |                       |                    |                                               |                                                                                      |
| 1                                                   | Батрашкін Ігор Валерійович     | 02.11.2010            | вища               | член Народної партії                          | УАПР Локачинської РДА, головний спеціаліст з питань ринку                            |
| 2                                                   | Кирило Леонтій Олексійович     | 02.11.2010            | середня спеціальна | позапартійний                                 | Локачі ВУЖКГ, керівник                                                               |
| 3                                                   | Попко Раїса Анатоліївна        | 02.11.2010            | вища               | позапартійна                                  | приватний підприємець                                                                |
| 4                                                   | Познякевич Леся Євгеніївна     | 02.11.2010            | вища               | член Єдиного Центру                           | ПАТ комерційного банку «Приватбанк», спеціаліст роздрібного бізнесу                  |
| 5                                                   | Загорський Ігор Вікторович     | 02.11.2010            | вища               | позапартійний                                 | Локачівське МРВДФССзТВП, директор                                                    |
| 6                                                   | Бакун Василь Іванович          | 02.11.2010            | вища               | позапартійний                                 | Локачинське районне управління юстиції, керівник відділу державної виконавчої служби |
| 7                                                   | Іванюк Любов Феодосіївна       | 02.11.2010            | вища               | позапартійна                                  | управління економіки Локачинської РДА, керівник                                      |
| 8                                                   | Грицюк Юрій Аркадійович        | 02.11.2010            | вища               | позапартійний                                 | приватний підприємець                                                                |
| 9                                                   | Ривачук Сергій Миколайович     | 02.11.2010            | вища               | позапартійний                                 | тимчасово не працює                                                                  |
| 10                                                  | Никитюк Віктор Миколайович     | 02.11.2010            | вища               | позапартійний                                 | Локачинська НВК школа-гімназія, вчитель                                              |
| 11                                                  | Хохлов Олександр Олександрович | 02.11.2010            | незакінчена вища   | член Партії регіонів                          | Локачинська селищна рада, землевпорядник                                             |
| 12                                                  | Занін Петро Петрович           | 02.11.2010            | середня спеціальна | позапартійний                                 | приватний підприємець                                                                |
| 13                                                  | Чмир Мар'яна Валеріївна        | 02.11.2010            | вища               | член Народної партії                          | приватний підприємець                                                                |
| 14                                                  | Вознюк Павло Васильович        | 02.11.2010            | вища               | член Української Народної Партії              | Локачівське районне управління юстиції, керівник                                     |
| 15                                                  | Марченко Людмила Григорівна    | 02.11.2010            | середня спеціальна | член Всеукраїнського об'єднання «Батьківщина» | Локачинська ЦРЛ, медична сестра                                                      |
| 16                                                  | Іщук Олександр Анатолійович    | 02.11.2010            | середня спеціальна | позапартійний                                 | Локачинське ВУЖКГ, контролер                                                         |
| 18                                                  | Хвалеба Оксана Володимирівна   | 02.11.2010            | вища               | позапартійна                                  | приватний підприємець                                                                |
| 19                                                  | Дишкант Сергій Степанович      | 02.11.2010            | вища               | позапартійний                                 | приватний підприємець                                                                |
| 20                                                  | Колошнюк Вікторія Євгеніївна   | 02.11.2010            | середня спеціальна | позапартійна                                  | Локачинська ЦРЛ, медична сестра                                                      |